# Nell Hall Hopman
Nell Hall Hopman (Sydney, 19 marzo 1909 – Hawthorn, 10 gennaio 1968) è stata una tennista australiana.

## Biografia
Sposata con Harry Hopman, durante la sua carriera vinse il doppio al Roland Garros nel 1954 in coppia con Maureen Connolly battendo la coppia composta da Maria Bueno e Darlene Hard in due set (6-2, 7-5). Più volte giunse in finale agli Australian Open, nel 1935 in coppia con Louise Bickerton, nel 1937 con Emily Hood Westacott e 1955 insieme a Gwen Thiele.
Nel singolo giunse in finale nell'Australian Championships del 1939 dove venne sconfitta da Emily Hood Westacott per 6-1, 6-2. Nel 1947 giunse nuovamente in finale nel campionato australiano, nel 1947 venne eliminata in finale da Nancye Bolton per 6–3 6–2.